# Acacia elachantha
Acacia elachantha é uma espécie de leguminosa do gênero Acacia, pertencente à família Fabaceae.